# Coupe d'Amérique de football ConIFA 2022
Navigation
2024
La Coupe d'Amérique de football ConIFA 2022 est la première édition de la Coupe d'Amérique de football ConIFA qui a lieu au Chili du 17 au 19 juin 2022,, un tournoi continental de football pour les États, les minorités, les apatrides et les régions non affiliées à la FIFA organisée par la ConIFA. Initialement la compétition devait avoir lieu en Argentine,,.
Maule Sur remporte la première Coupe d'Amérique de football ConIFA,.

## Historique
La Coupe d'Amérique de football ConIFA 2022 a été vue par plus de 15 000 personnes en direct la chaine de la ConIFA TV et sur différentes plateformes.

### Villes et stades

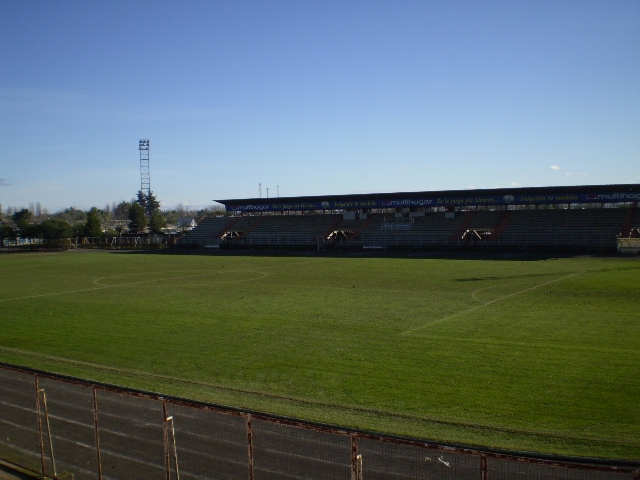
Le stade fiscal "Tucapel Bustamante Lastra" de Linares est situé dans la ville de Linares, dans la région du Maule, au Chili.

Le tournoi a eu lieu dans la ville de Linares et tous les matchs sont réalisés à l'Estadio Fiscal de Linares (en).

### Mascotte
La mascotte officielle du tournoi est Dromig, représentant l'un des 4 marsupiaux qui vivent au Chili, son nom dérive de Dromiciops gliroides.

### Équipes participantes
| Aymaras   |
| Mapuches  |
| Maule Sur |

 État de São Paulo a du se retirer de la compétition en raison de problème lors du voyage en bus du Brésil jusqu'au Chili, le bus fut bloqué à la frontière entre l'Argentine et le Chili.

## Acteurs de la Coupe d'Amérique

### Listes de joueurs
| Maule Sur         |
| Nom               |
| Franco Cofré      |
| Ian Pavez         |
| Dilan Castillo    |
| Javier Figueroa   |
| Leonardo Molina   |
| Cristian Arrué    |
| Bastian Fuentes   |
| Cristian Castillo |
| Jimmy Ureta       |
| Cristian Liencura |
| Roberto Arellano  |
| Nicolas Ortuya    |
| Freddy Vasquez    |
| Manuel Grandon    |
| Eric Acuna        |

| Mapuches         |
| Nom              |
| Kevin Beroiz     |
| Jonnathan Leal   |
| Richard Alegria  |
| Yeral Duran      |
| Camilo Becerra   |
| Yerson Tranamil  |
| Uziel Tranamil   |
| Alexis Parraguez |
| Jonas Ancavil    |
| Yeison Herrera   |
| Gabriel Urra     |
| Gabriel Vidal    |
| Raul Medina      |
| Miguel Godoy     |
| Carlos Catribil  |

| Aymaras            |
| Nom                |
| Andrés Canque      |
| Marcelo Godoy      |
| Marco Poma         |
| Gabriel Claude     |
| Angelo Ayca        |
| Leoardo Zamora     |
| Ignacio Alvarez    |
| Cristián Calle     |
| Moses Sobarzo      |
| Yanko Ossandón     |
| Matías Sobarzo     |
| Jean-Pierre Correa |
| Luis Alvarez       |
| Alexis Campos      |

### Arbitres
| Arbitres Chiliens ConIFA |
| ------------------------ |
| Leoncio Joie             |
| Luis Muñoz               |
| Pablo Diaz               |
| Guillermo Carrasco       |
| Christopher Morales      |
| Fernando González        |
| Nelson Morales           |
| José Villar              |
| Benjamin Villagra        |

## Tournoi

### Phase à élimination directe

#### Tournoi final
| 17 juin 2022 | Mapuches      | 0 – 1 | Maule Sur      | Stade fiscal de Linares                                              |                                                                      |
| 19:00        |               |       | 79e Eric Acuna | Arbitrage : Leoncio Joie, Luis Muñoz, Pablo Diaz, Guillermo Carrasco | Arbitrage : Leoncio Joie, Luis Muñoz, Pablo Diaz, Guillermo Carrasco |
| 19:00        | (Rapport)     |       |                | Arbitrage : Leoncio Joie, Luis Muñoz, Pablo Diaz, Guillermo Carrasco | Arbitrage : Leoncio Joie, Luis Muñoz, Pablo Diaz, Guillermo Carrasco |
| 19:00        | Tirs au but - |       |                | Arbitrage : Leoncio Joie, Luis Muñoz, Pablo Diaz, Guillermo Carrasco | Arbitrage : Leoncio Joie, Luis Muñoz, Pablo Diaz, Guillermo Carrasco |

| 18 juin 2022 | Aymaras          | 1 – 3 | Mapuches                                   | Stade fiscal de Linares                                                                 |                                                                                         |
| 15:30        | Luis Alvarez 46e |       | 21e Yerson Tramanil · 27e 33e Gabriel Urra | Arbitrage : Christopher Morales, Guillermo Carrasco, Fernando González, Nelson Morales. | Arbitrage : Christopher Morales, Guillermo Carrasco, Fernando González, Nelson Morales. |
| 15:30        | [ (Rapport)]     |       |                                            | Arbitrage : Christopher Morales, Guillermo Carrasco, Fernando González, Nelson Morales. | Arbitrage : Christopher Morales, Guillermo Carrasco, Fernando González, Nelson Morales. |
| 15:30        | Tirs au but -    |       |                                            | Arbitrage : Christopher Morales, Guillermo Carrasco, Fernando González, Nelson Morales. | Arbitrage : Christopher Morales, Guillermo Carrasco, Fernando González, Nelson Morales. |

| 19 juin 2022 | Aymaras       | 0 – 1 | Maule Sur          | Stade fiscal de Linares                                       |                                                               |
| 17:00        |               |       | 84e Cristian Arrue | Arbitrage : José Villar, Fernando González, Benjamin Villagra | Arbitrage : José Villar, Fernando González, Benjamin Villagra |
| 17:00        | (Rapport)     |       |                    | Arbitrage : José Villar, Fernando González, Benjamin Villagra | Arbitrage : José Villar, Fernando González, Benjamin Villagra |
| 17:00        | Tirs au but - |       |                    | Arbitrage : José Villar, Fernando González, Benjamin Villagra | Arbitrage : José Villar, Fernando González, Benjamin Villagra |

| Champion Coupe d'Amérique de football ConIFA 2022 |
| ------------------------------------------------- |
| Maule Sur Premier titre                           |

## Statistiques, classements et buteurs

### Classement des buteurs
2 buts   
- Gabriel Urra

1 but  
- Eric Acuna
- Cristian Arrue
- Luis Alvarez
- Yerson Tramanil

### Classement final
| No | Équipe    | J | V | N | D | BM | BE | DB | Pts |
| -- | --------- | - | - | - | - | -- | -- | -- | --- |
| 1  | Maule Sur | 2 | 2 | 0 | 0 | 2  | 0  | +2 | 6   |
| 2  | Mapuches  | 2 | 1 | 0 | 1 | 3  | 2  | +1 | 3   |
| 3  | Aymaras   | 2 | 0 | 0 | 2 | 1  | 4  | -3 | 0   |